# 橫線扁鼻麗魚
橫線扁鼻麗魚，為輻鰭魚綱鱸形目隆頭魚亞目慈鯛科的其中一種，分布於非洲坦干伊喀湖流域，為特有種，體長可達19.5公分，棲息在沿岸碎石底質淺水域，屬草食性，生活習性不明，可作為觀賞魚。

## 擴展閱讀
維基物種上的相關：橫線扁鼻麗魚